# León de Esparta
León fue un rey de Esparta, perteneciente a la dinastía de los Agíadas, que gobernó entre los años 598 y 560 a. C.
Era el hijo de Euricrítides y, como a él, se le menciona en el libro séptimo de la Historia de Heródoto.   Se dice de él que, al igual que su padre, luchó contra Tegea hasta alcanzar un punto muerto.
Fue sucedido en el trono por Anaxándridas II, que fue capaz de derrotar finalmente a Tegea.